# Olaf Olsen
Olaf Heymann Olsen (7. června 1928, Kodaň – 17. listopadu 2015) byl dánský historik a archeolog. Zabýval se především obdobím středověku a dobou Vikingů. V letech 1971 až 1981 byl profesorem středověké archeologie na Aarhuské univerzitě.

## Životopis
Olaf Olsen se narodil v Kodani Albertu Olsenovi a jeho ženě Agnete, rozené Bing. V roce 1953 získal titul Master of Science z historie a geografie. V roce 1966 získal titul z filozofie na Kodaňské univerzitě. Od roku 1950 působil jako asistent v Národním muzeu Dánska v Kodani. V roce 1971 byl jmenován profesorem středověké archeologie na Aarhuské univerzitě. V roce 1981 se stal ředitelem Národního muzea Dánska a také Ředitelství pro kulturní dědictví.
V letech 1962 až 1979 se jeho archeologické práce soustředily především na prstencové či kruhové hrady z vikingské doby. Mezi ně patřila naleziště v Aggersborgu, Fyrkatu, Nonnebakkenu a Trelleborgu. Podílel se na mnoha archeologických vykopávkách v Dánsku, Norsku a Anglii. Provedl také vykopávky mnoha středověkých kostelů a byl hlavní postavou při objevování skuldelevských lodí. Ve své disertační práci mimo jiné dokázal, že kostely nebyly stavěny na pohanských bohoslužebných místech. Během mnoha let archeologických vykopávek pracoval Olsen na zdokonalení výkopových technik a snažil se pomocí různě barevných skel a různého osvětlení vyjasnit rozdíly mezi jednotlivými vrstvami půdy. Kladl velký důraz na to, aby lokalita nebyla prokopána celá, ale část zůstala zachována pro další generace archeologů.
Působil také jako redaktor Gyldendal a Politikens Danmarkshistorie 1988–91. Od roku 1989 byl členem Norské akademie věd a umění.

### Působení v komunistické straně
Jako mladý vstoupil Olsen po německé okupaci Dánska po druhé světová válce do komunistické strany, protože komunisté hráli důležitou roli v dánském odboji a protože úsilí Rudé armády bylo podle něho světlým bodem boje proti nacismu. Tyto své názory napsal do svých poznámek, které byly vydány po jeho smrti. Napsal také, že on a mnoho dalších „jsme byli hluboce naivní v naší víře v Sovětský svaz a že to většina z nás s odporem od té doby uznala“. Olsenova důvěra v Sovětský svaz je jasně patrná z článku, který napsal v roce 1949 a vyšel v novinách Land og Folk. Olsen později článku s názvem "Er der jødeforfølgelser i Sovjetunionen?" (Existuje perzekuce Židů v Sovětském svazu), ve kterém jasně vyjádřil své přesvědčení, že odpověď na položenou otázku je ne, velmi litoval. Časem jeho okouzlení Sovětským svazem odeznělo a po sovětské invazi do Maďarska v roce 1956 opustil komunistickou stranu.

### Soukromý život
Jeho mladší bratr Erling Olsen zastával funkci ministra a předsedy Folketingu. Jeho starší bratr Sverr Olsen byl ředitelem banky. Olaf Olsen se nejdříve oženil s Jean Dennistoun Sword, se kterou měl své jediné dítě. Podruhé se oženil v roce 1971 s Rikke Agnete Clausen.

## Výběr z díla
- Olaf Olsen: Hørg, Hov og Kirke. Historiske og arkæologiske vikingetidsstudier; G. E. C. Gad, København 1966
- Olaf Olsen og Ole Grumlin-Pedersen: Fem vikingeskibe fra Roskilde Fjord; Vikingeskibshallen i Roskilde 1969, engelsk og tysk udgave i 1979.
- Olaf Olsen: I Jacob Madsens fodspor. Biskop C. T. Engelstofts fynske kirkebeskrivelser; Odense Universitetsforlag 1970
- Olaf Olsen og Holger Schmidt: Fyrkat, Borgen og bebyggelsen, 1977
- Olaf Olsen: Christian IVs tugt- og børnehus 1952, 2. udgave 1978 Wormianum, Århus
- Olaf Olsen: Ufredens Hav 2002
- Olaf Olsen: Da Danmark blev til; Fremad, 1999
- Olaf Olsen: Mit levned - et liv i arkæologiens og historiens tjeneste. Wormianum; Højbjerg 2017